# ONE (崎本大海のアルバム)
『ONE』（ワン）は、崎本大海の初のオリジナルアルバム。2012年11月28日にアリオラジャパンから発売された。

## 解説
俳優で歌手としても活動している崎本大海のファーストアルバム。
2010年8月11日に発売した1stシングル『サヨナラ』から2012年8月22日に発売した4thシングル『鳴らない電話』までに収録された楽曲と『クイズ!ヘキサゴンII』に出演していた時につるの剛士と結成したユニット「フレンズ」の楽曲『泣いてもいいですか』のソロバージョン、そしてアルバムオリジナル曲を収録したアルバムになっている。

## 収録内容

### 初回生産限定盤
CD
1. サヨナラ(Album Mix)
作詞：カシアス島田、作曲：TOZY、編曲：斎藤文護
2. 変わりゆく世界の中で(Album Mix)
作詞・作曲：平義隆、編曲：オダクラユウ
3. 夜更けのバラッド
作詞・作曲：上中丈弥（THE イナズマ戦隊）、編曲：northa+
4. はじめの一歩(Album Version)
作詞：カシアス島田、作曲：TOZY、編曲：斎藤文護
5. 鳴らない電話
作詞・作曲：平義隆、編曲：northa+
6. 泣いてもいいですか(Solo Version)
作詞：カシアス島田、作曲：RYOEI、編曲：上杉洋史
7. My lovin’
作詞：近藤ひさし、作曲：宅見将典、編曲：宅見将典
8. 永遠のカケラ
作詞：崎本大海、作曲：角野寿和、編曲：オダクラユウ
9. 雨上がりブランニューデイ
作詞：崎本大海、作曲：オオバコウスケ、編曲：オダクラユウ
10. 海沿いグラフィティ
作詞：近藤ひさし、作曲：宅見将典、編曲：オダクラユウ
11. ONE-One for all， and all for one-
作詞：椎名慶治、作曲：オオバコウスケ、編曲：オダクラユウ
12. 雪を見せたくて…
作詞・作曲：崎本大海/HISASHI KONDO、編曲：オダクラユウ
13. 夏のプルメリア
作詞・作曲：近藤ひさし、編曲：northa+

DVD
1. 「サヨナラ」ミュージックビデオ
2. 「夜更けのバラッド」ミュージックビデオ
3. 「変わりゆく世界の中で」ミュージックビデオ
4. 「海沿いグラフィティ」ミュージックビデオ
5. 「鳴らない電話」ミュージックビデオ
6. 「ONE」ドキュメントムービー

### 通常盤
CD
1. サヨナラ(Album Mix)
2. 変わりゆく世界の中で(Album Mix)
3. 夜更けのバラッド
4. はじめの一歩(Album Version)
5. 鳴らない電話
6. 泣いてもいいですか(Solo Version)
7. My lovin’
8. 永遠のカケラ
9. 雨上がりブランニューデイ
10. 海沿いグラフィティ
11. ONE-One for all， and all for one-